# 아이모 알토넨

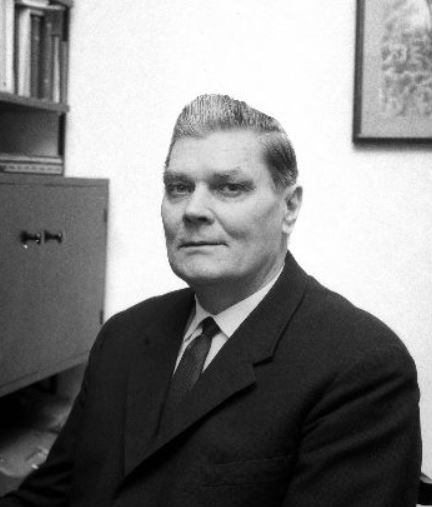

아이모 안스헬름 알토넨(핀란드어: Aimo Anshelm Aaltonen: 1906년 12월 10일-1987년 9월 21일)은 핀란드의 정치인이다.
파라이넨 출신. 젊어서 건설노동자로 일했고 일찍이부터 공산주의자가 되었다. 1930년 소련으로 가서 1933년까지 레닌그라드의 서방소수민족공산주의대학교에서 수학했다. 핀란드에 귀국한 뒤 소요죄로 체포, 기소되어 투옥되었다. 투옥 10년차인 1944년 모스크바 휴전 협정에 따라 핀란드 공산당이 합법화되면서 석방되었다. 알토넨은 1944년-1945년, 1948년-1966년 두 차례 핀란드 공산당 당주석을 역임했다. 1945년-1947년에는 국가경찰 국장보였다. 1945년에서 1962년까지 핀란드 인민민주동맹 소속으로 의회 의원이었다.